# Heteropsyllus nunni
Heteropsyllus nunni is een eenoogkreeftjessoort uit de familie van de Canthocamptidae. De wetenschappelijke naam van de soort is voor het eerst geldig gepubliceerd in 1975 door Coull.